# 128373 Kevinjohnson
128373 Kevinjohnson este o planetă minoră (asteroid), cu un diametru de 3,477 km, din centura de asteroizi. A fost descoperită pe 12 mai 2004 la Catalina Station⁠(d) de Catalina Sky Survey. 
Obiectul prezintă o orbită caracterizată de o semiaxă mare de 2,99676648067 UAi, o excentricitate de 0,08, o înclinație de 12,5 ° în raport cu ecliptica.